# 5785 Fulton
5785 Fulton este un asteroid din centura principală, descoperit pe 17 martie 1991, de Eleanor Helin.